# دانا جونز
دانا جونز (بالإنجليزية: Dana Jones)‏ (و. 1972 – م) هو لاعب كرة السلة، من الولايات المتحدة الأمريكية.

## التعليم
تعلم في ثانوية شمال هوليوود ‏.